# Cămin (gmina)
Cămin – gmina w Rumunii, w okręgu Satu Mare. Obejmuje miejscowości tylko jedną  miejscowość Cămin. W 2011 roku liczyła 1388 mieszkańców.